# Jacob Andresen Siemens
Jacob Andresen Siemens (* 29. Dezember 1794 auf Helgoland; † 19. September 1849 in London) war Schiffbauer, Publizist und Gründer des Seebades Helgoland.
In seinen Veröffentlichungen setzte er stets einen Bindestrich zwischen seinen Nachnamen: Jacob Andresen-Siemens; in der Sekundärliteratur wird er meist ohne Bindestrich geschrieben und Andresen als Vorname verstanden.

## Biographie
Siemens war das zweite Kind des Schiffers und Lotsen Rickmer Jacobs Siemens und seiner Frau Peerke Jacobs Franz. 1796 verließ seine Familie Helgoland und ließ sich in Tating in Schleswig-Holstein nieder. Während der Kontinentalsperre kehrte er nach Helgoland zurück. Im Jahr 1815 begann er eine Lehre zum Schiffszimmermann in Altona und fuhr danach als Matrose zur See. Zurückgekehrt nach Helgoland führte er dort einen Schiffszimmerer- und Bootsbaubetrieb. Zu den von ihm ausgebildeten Lehrlingen zählte von 1823 bis 1826 Rickmer Clasen Rickmers, der Gründer der gleichnamigen Werft und Reederei.
Nachdem zuvor bereits die Nordseeinseln Norderney, Wangerooge und Föhr Seebäder gegründet hatten, war Siemens die treibende Kraft bei der Gründung eines Seebades auf seiner Heimatinsel. Am 19. Februar 1826 kam es hierzu zur Gründung einer Aktiengesellschaft, die eine Badeanstalt auf der der Hauptinsel vorgelagerten Düne betrieb. 1831 konnte diese Aktiengesellschaft erstmals eine Dividende ausschütten.
Siemens wurde wegen Beleidigungen, die er gegen den damaligen englischen Gouverneur der Insel sowie gegen mehrere Ratsmitglieder geäußert hatte, verhaftet. Als Kaution für seine Freilassung wurden seine Aktienanteile am Seebad verpfändet. Diese Kaution sollte zurückgezahlt werden, wenn er die Insel freiwillig für immer verlassen würde. Er verzichtete darauf und blieb auf seiner Heimatinsel.
Siemens beschäftigte sich in seinen Büchern mit dem Helgoländer Lotsenwesen und mit der Gründung einer deutschen Kriegsmarine. Ausführlich sind seine Schriften gegen den Eid (sein Vater hatte durch einen gegen ihn gerichteten Meineid sein Vermögen verloren),  Zeitgenossen galt er als sehr an Religion interessiert.
Seine Schriften zur Kriegsmarine wurden in der deutschen Öffentlichkeit wahrgenommen. Bedauert wurde aber deutlich sein "confuser" Schreibstil, vom "Urwald seiner Phrasen" wurde geschrieben.   Er unternahm zu seinem Thema Reisen nach Berlin, Oldenburg und 1848 zum Frankfurter Parlament.
1844 wurde er erneut zum Rathmann gewählt, was aber wieder zu Streitigkeiten mit anderen Ratsleuten führte, so dass er 1846 seines Amtes als Gemeinderat enthoben wurde. Um dagegen vorzugehen, reiste er nach London, da Helgoland damals unter britischer Verwaltung stand. Dort starb er am 19. September 1849.

## Ehrungen

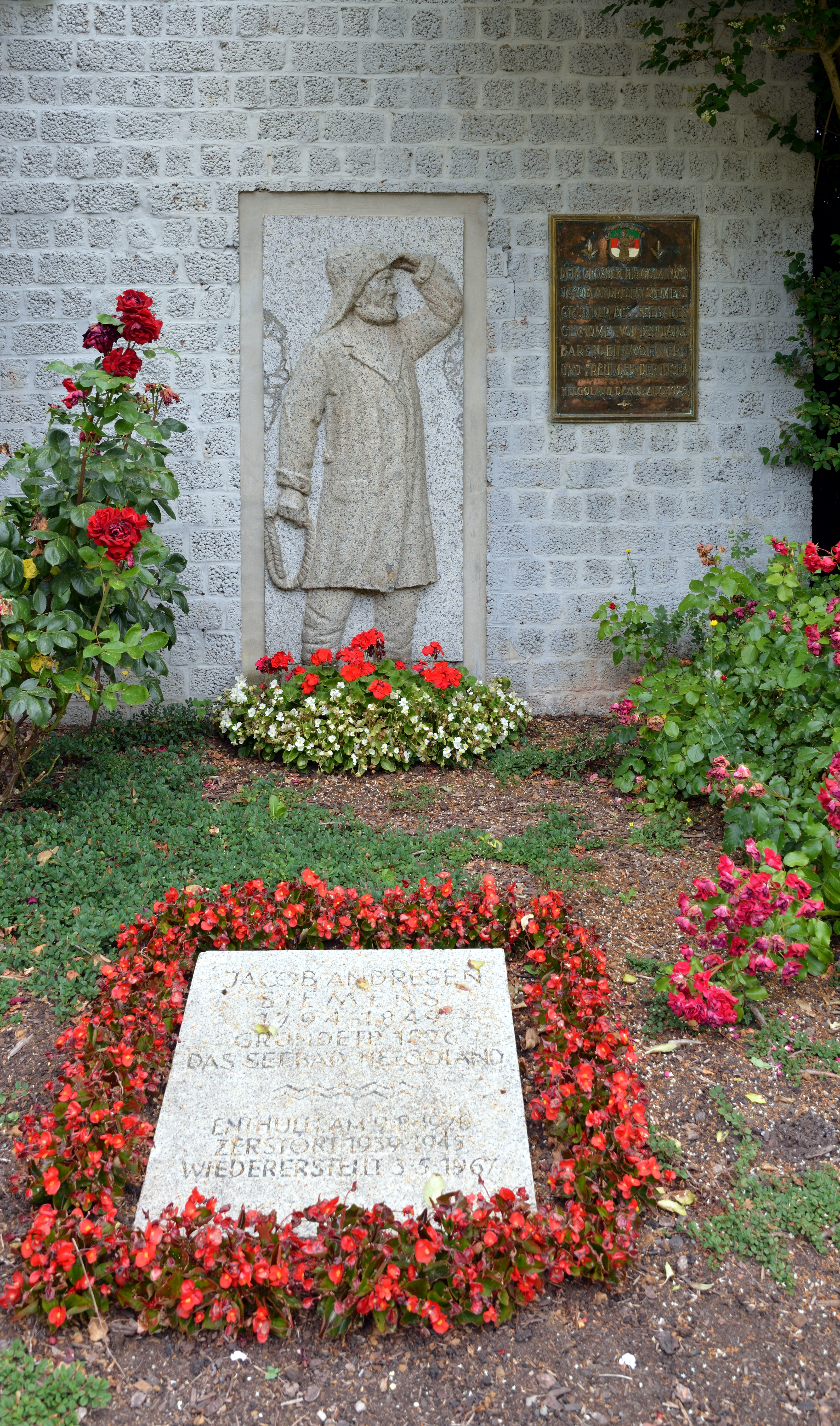
J.-A.-Siemens-Denkmal. Da es kein zeitgenössisches Bild von Siemens gibt, wurde hier ein idealtypischer Helgoländer Schiffer dargestellt, nach einem damals lebenden Helgoländer

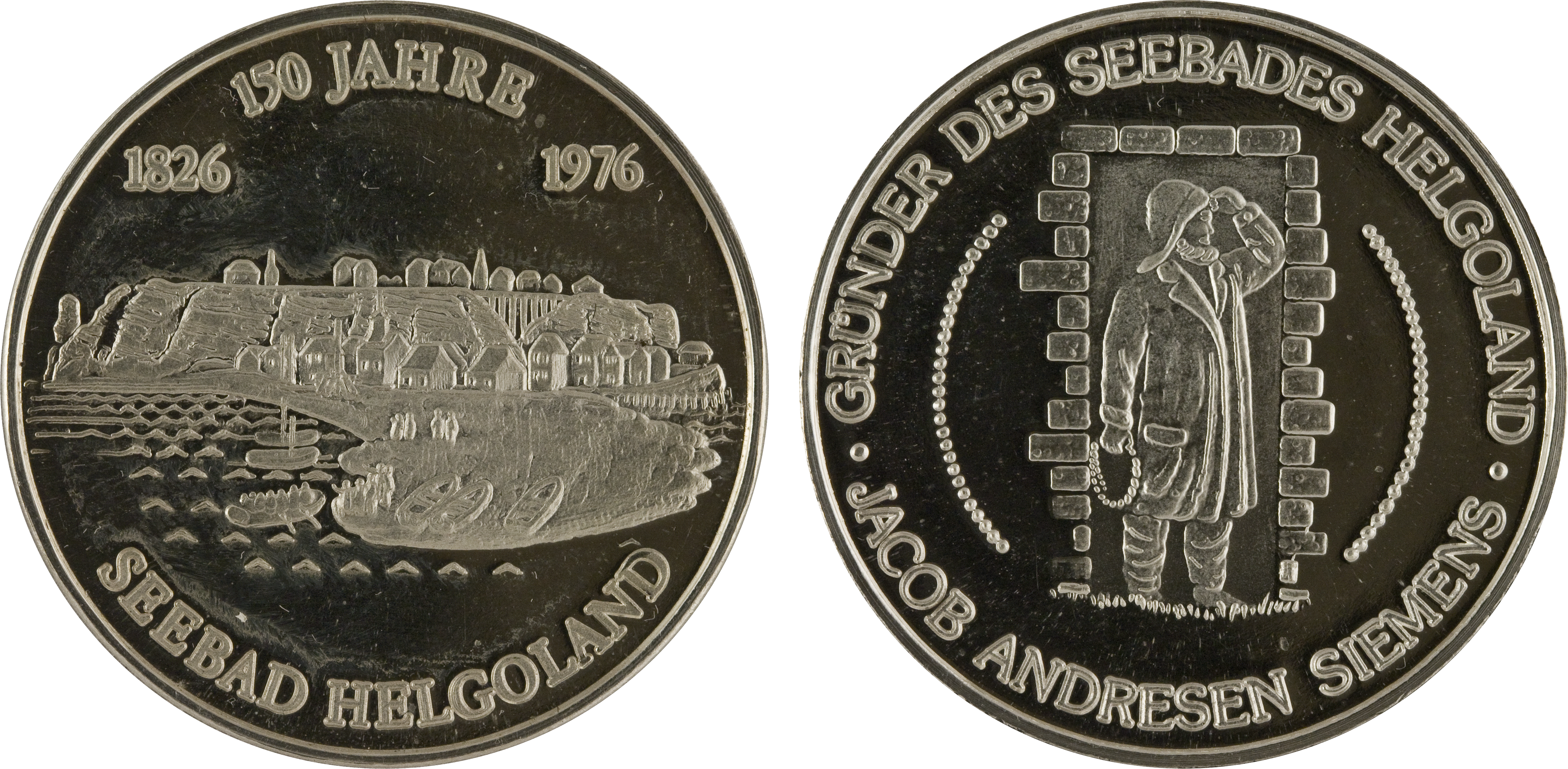
Jubiläumsmünze mit J. A. Siemens

Auf Helgoland wurde die J.-A.-Siemens-Terrasse, die längste Straße im Unterland, und der  J.-A.-Siemens-Platz, der dortige Hauptplatz, nach ihm benannt. Auf dem Platz wurde 1926 ein Siemens-Denkmal errichtet. Das Denkmal ist heute Teil einer Mauer, die das Schwimmbad umgibt, nur eine Seite ist sichtbar.

## Werke
- Die Insel Helgoland vor ihrem bevorstehenden Untergang: eine Nationalschrift zum Nutzen ihrer Bewohner und der Nordsee-Schiffahrt; mit 2 Ansichten und einer Carte, Hoffmann & Campe, Hamburg 1835, Digitalisat
- Fragmente über den Eid, auf Thatsachen begründet. Erstes Heft, auf Thatsachen im Seewesen begründet, In Commission bei Hoffmann & Campe in Hamburg und bei Karl Aue in Altona, 1839 (88 Seiten)
- Das Reich des Herrn – Fragmente über den Eid: Das Reich des Herrn in repräsentirten Völkern und selbständigen Regenten. Religion, Vernunft, Gesetz durch Veredelung des Rechtes, in Vollführung des Verbotes des Eides., In Commission bei Hoffmann & Campe, Hamburg, und bei Karl Aue (E. Th. Schlüter), Altona, 1841 (581 Seiten)
- Der Nordsee-Besen. Das Helgolander Lootsenwesen unterdrückt; die Nordseeschifffahrt gefährdet! Robert Kittler, Hamburg 1843, Digitalisat
- Andeutungen betreffend Deutschlands Handelsschifffahrt in besonderer Beziehung auf die Elbe, Robert Kittler, Hamburg 1844, Digitalisat, (Supplement zu Deutschlands See-Geltung; Eduard Boas, S. 322)
- Helgoländer Mysterien, C. Schünemann, Bremen 1848, Digitalisat
- Vorschläge zur Begründung einer deutschen Kriegsmarine, Carl Jügel, Frankfurt am Main, 1848, (20 Seiten) Digitalisat
- mit C.A. Jansen, L. Starklof: Die deutsche Kriegs-Marine, Schulzesche Buchhandlung, Oldenburg 1848, Digitalisat
- Deutschlands See-Geltung, 2. Ausg., Robert Kittler, Hamburg 1848, Digitalisat, (1. Auflage 1843; Eduard Boas, S. 321)
- Helgoland's Rechtslosigkeit, Schulzesche Buchhandlung, Oldenburg 1848, Digitalisat
- Werke in 2 Bänden, hrsg. Eckhard Wallmann, Helgoland 2001 (enthält obige Schriften bis auf Helgoland's Rechtslosigkeit, zusätzlich einen Ausgrabungsbericht von 1845 und den Aufsatz von Benno Eide Siebs über ihn)